# Sewerby
Sewerby – wieś w Anglii, w hrabstwie East Riding of Yorkshire. Leży 42 km na północ od miasta Hull i 288 km na północ od Londynu.